# Санта-Эфижения-ди-Минас
Санта-Эфижения-ди-Минас (порт. Santa Efigênia de Minas) — муниципалитет в Бразилии, входит в штат Минас-Жерайс. Составная часть мезорегиона Вали-ду-Риу-Доси. Входит в экономико-статистический микрорегион Гуаньяйнс. Население составляет 4877 человек на 2006 год. Занимает площадь 132,183 км². Плотность населения — 36,9 чел./км².

## История
Город основан 1 марта 1963 года.

## Статистика
- Валовой внутренний продукт на 2003 год составляет 12 687 656,00 реалов (данные: Бразильский институт географии и статистики).
- Валовой внутренний продукт на душу населения на 2003 год составляет 2589,85 реалов (данные: Бразильский институт географии и статистики).
- Индекс развития человеческого потенциала на 2000 год составляет 0,667 (данные: Программа развития ООН).